# 織田郷広
織田 郷広（おだ さとひろ）は、室町時代中期の武将。尾張国守護代。

## 生涯
織田教信または織田常松の子として誕生。「郷」の一字は斯波義郷から偏諱を賜ったものと推定される。
郷広の被官・坂井七郎右衛門広道（号：性通）が公卿・万里小路時房の代官と称して寺社領・本所領を横領。その後、郷広の推挙で時房は坂井を実際に代官としたが、横領行為を止めないため時房は管領・細川持之に陳情した。
嘉吉元年（1441年）、郷広はその責任を逃れるため、逐電した。
嘉吉2年（1442年）、郷広の跡を受け、次代・織田敏広（嫡男、または甥とされる。織田久広と同一人物とも）が尾張守護代となる。
宝徳2年（1450年）、郷広は守護代の再任を計るため8代将軍・足利義政の乳母・今参局に働きかけ、今参局の進言で義政より赦免の内諾を得る。しかし、甲斐常治の意を受けた義政の生母・日野重子がこれに怒り、困惑した義政が赦免を反故にしたことにより断念した。幕府の後ろ盾を得ることを諦め、宝徳3年（1451年）、直接主家の斯波義健に許しを請うが受け入れられなかった。そして、将軍・義政の上意を得た甲斐常治に派遣された敏広らによって、郷広は越前国にて自害に追いやられた。

## 異説
『前野家文書』「武功夜話」では、織田伊勢守入道常松と郷広を同一人物としてる。しかし、この文書の信憑性については諸説ある。また『建内記』の1431年（永享3年）3月8日の条文には「織田故伊勢入道」とあり、既に故人であり、この両者を別人としている。